# 다마가와조스이역
다마가와조스이역(일본어: 玉川上水駅, たまがわじょうすいえき)은 일본 도쿄도 다치카와시와 히가시야마토시에 있는 철도역이다. 세이부 철도 하이지마 선과 다마 도시 모노레일 선과 서로 갈아탈수 있는 환승역이다.
세이부 철도 소속역은 다치카와 시에 위치해 있고, 다마 도시 모노레일 소속역은 히가시야마토 시와 다치카와 시에 걸쳐져 있다.

## 타는 곳

### 세이부 하이지마 선
| ↑ 히가시야마토 시  |
| \| ４３ \| ２１ \| |
| 무사시스나가와 ↓   |

1. ■하이지마 방면
2. ■당역 종착
3. ■고다이라・（신주쿠선 직결）세이부 신주쿠（주로 이 역에서 출발하는 열차가 진입）
4. ■고다이라・（신주쿠선 직결）세이부 신주쿠

### 다마 도시 모노레일 선
| ↑ 사쿠라카이도   |
| １ \| ２         |
| 스나가와나나반 ↓ |

| 1 | ■다마 모노레일 선 | 가미키타다이방면                           |
| 2 | ■다마 모노레일 선 | 다치카와 기타・다카하타후도・다마 센터방면 |

## 역세권 정보
- 국영 쇼와 기념공원
- 다마가와 상수

## 역사
- 1949년 5월 : 오가와 - 당역간 선로 연결.(당시에는 히타치 항공기 다치카와 공장까지 연결되는 전용선로로 활용)
- 1950년 5월 : 조스이 선 개통(오가와 - 당역)으로 개업.
- 1968년 5月 : 하이지마까지 개통으로 하이지마 선으로 노선명 개칭.
- 1998년 11월 : 다마 도시 모노레일 다마 도시 모노레일선 개통.
- 1999년 3월 : 세이부 철도 소속 역사 신축.
- 2007년 11월 : 하이지마 선 타는 곳에 대합실 설치.

## 인접역
| 세이부 철도■신주쿠선, 하이지마 선  | 세이부 철도■신주쿠선, 하이지마 선 | 세이부 철도■신주쿠선, 하이지마 선 |
| ---------------------------------- | --------------------------------- | --------------------------------- |
| 고다이라 세이부 신주쿠 방면        | ■하이지마 쾌속                    | 무사시스나가와 하이지마 방면      |
| 히가시야마토 시 세이부 신주쿠 방면 | ■급행, ■준급, ■보통               | 무사시스나가와 하이지마 방면      |

| ■다마 도시 모노레일 선         | ■다마 도시 모노레일 선 | ■다마 도시 모노레일 선         |
| ------------------------------ | ---------------------- | ------------------------------ |
| 사쿠라카이도 가미키타다이 방면 |                        | 스나가와 나나반 다마 센터 방면 |